# انتخابات سراسری بریتانیا (۱۹۲۳)
انتخابات سراسری ۱۹۲۳ بریتانیا (انگلیسی: United Kingdom general election, 1923) در مورخ ۶ دسامبر ۱۹۲۳ میلادی برگزار شد و حزب محافظه‌کار به رهبری استنلی بالدوین بیشترین کرسی‌ها را به‌دست آورد؛ اما حزب کارگر به رهبری رمزی مک‌دونالد و حزب لیبرال بریتانیا به رهبری هربرت هنری اسکویت هم آن اندازه‌ای کرسی به‌دست آوردند تا منجر به تشکیل یک پارلمان معلق شوند.
این انتخابات، آخرین انتخاباتی در بریتانیا بود که یک حزب سوم (حزب لیبرال) بیش از ۱۰۰ کرسی به‌دست آورد یا بیش از ۲۶٪ از رأی‌ها را، از آنِ خود کرد.
محافظه‌کاران قصد داشتند تا به حمایت‌گرایی بپردازند و تعرفه‌ها را تغییر دهند، اما با این نتیجه، نتوانستند اکثریت را به‌دست آورده و دولت را تشکیل دهند. در نتیجه رمزی مک‌دونالد با حمایت ضمنی و خاموشِ هربرت هنری اسکویت، نخستین دولت حزب کارگر را تشکیل داد. قصدِ اسکویت از این حمایت، آن بود که عدم کارایی حزب کارگر بر همگان روشن شود و خیلی زود حمایت طرفدارانش را از دست بدهد. از آنجایی که حزب کارگر در اقلیت بودند، دولت مک‌دونالد ۱۰ ماه بیشتر دوام نیاورد و انتخابات دیگری در اکتبر ۱۹۲۴ برگزار شد.

## نتیجه
| ۲۵۸         | ۱۹۱       | ۱۵۸        | ۸    |
| محافظه‌کاران | حزب کارگر | حزب لیبرال | بقیه |

### خلاصهٔ نتیجهٔ رأی‌گیری
| آرا مردم   | آرا مردم   | آرا مردم | آرا مردم | آرا مردم |
| ---------- | ---------- | -------- | -------- | -------- |
|            |            |          |          |          |
| محافظه‌کار  | محافظه‌کار  |          | ۳۸٫۰۱٪   | ۳۸٫۰۱٪   |
| حزب کارگر  | حزب کارگر  |          | ۳۰٫۶۸٪   | ۳۰٫۶۸٪   |
| حزب لیبرال | حزب لیبرال |          | ۲۹٫۶۹٪   | ۲۹٫۶۹٪   |
| ملی‌گرایان  | ملی‌گرایان  |          | ۰٫۳۹٪    | ۰٫۳۹٪    |
| مستقل      | مستقل      |          | ۰٫۶۱٪    | ۰٫۶۱٪    |
| بقیه       | بقیه       |          | ۰٫۶۰٪    | ۰٫۶۰٪    |